# سیارک ۲۶۲۸
سیارک ۲۶۲۸ (به انگلیسی: 2628 Kopal، نامگذاری:1979MS8) دو هزار و ششصد و بیست و هشتمین سیارک کشف شده‌است که در ۲۵ ژوئن ۱۹۷۹ کشف شد.
قدر مطلق سیارک برابر ۱۲٫۷۰ است.